# Friedrich Reichert (Politiker)
Andreas Friedrich Reichert (* 31. Mai 1824 in Frankenbach; † 6. August 1907 ebenda) war ein deutscher Ökonom und Politiker. Von 1876 bis 1882 war er Mitglied in der Abgeordnetenkammer der Württembergischen Landstände.

## Leben
Reichert war Ökonom in Frankenbach und dort von 1859 bis 1867 sowie ab 1886 Schultheiß und langjähriges Mitglied des Gemeinderats. Seine Eltern waren Christian Reichert (1784–1862) aus Frankenbach und Elisabetha Barbara Gebhardt (1790–1845). Er hatte fünf Geschwister, die aber alle schon vor seiner Geburt starben. Am 26. November heiratete er Johanna Friedericke Kuder. Aus der Ehe gingen zehn Kinder hervor, von denen sieben früh starben.
1876 wurde Reichert im Wahlkreis Heilbronn Amt in die Abgeordnetenkammer gewählt, der er sechs Jahre angehörte. Bei der nächsten Wahl 1882 kandidierte er erneut, erreichte aber hinter dem Wahlkreisgewinner Georg Härle und seinem erneut kandidierenden Mandatsvorgänger Karl Haag nur die dritthöchste Stimmenzahl und kam nicht in die Stichwahl.